# NGC 6822
NGC 6822, ook wel bekend als het Barnardstelsel, is een onregelmatig sterrenstelsel in het sterrenbeeld Boogschutter. Het ligt 1,6 miljoen lichtjaar van de Aarde verwijderd en werd op 17 augustus 1884 ontdekt door de Amerikaanse astronoom Edward Emerson Barnard. NGC 6822 behoort tot de Lokale Groep, een cluster waartoe ook de Melkweg behoort. Op 2/3 graad ten noord-noordwesten van het Barnardstelsel is de planetaire nevel NGC 6818 te vinden, ook wel bekend als Little gem.

## Synoniemen
- IC 4895
- MCG -2-50-6
- DDO 209
- IRAS 19421-1455
- PGC 63616